# Barichneumon fumipennis
Barichneumon fumipennis là một loài tò vò trong họ Ichneumonidae.